# A Throw of Dice (Album)
A Throw of Dice ist ein Jazzalbum von Rez Abbasi. Die um 2018 entstandenen Aufnahmen erschienen 2019 auf Whirlwind Recordings.

## Hintergrund
Als das deutsch-indische Film-Epos Schicksalswürfel (englischer Titel A Throw of Dice), ein Stummfilm des deutschen Regisseurs Franz Osten 1929 erschien, schien alles für [den Erfolg des Films] zu sprechen, einschließlich einer Besetzung von 10.000 Statisten und Dutzenden von Tigern und Elefanten, notierte Mike Joyce. Alles, außer dem Ton, denn die Premiere des Films fiel mit dem bahnbrechenden Aufkommen des Tonfilms zusammen. Der Gitarrist und Komponist Rez Abbasi erhielt den Auftrag, eine Musikpartitur für A Throw of Dice zu komponieren; eingespielt wurde das Werk von einer von ihm geleiteten Formation namens The Silent Ensemble. Neben Rez Abbasi selbst (Gitarren, elektrische Sitar-Gitarre) spielen Pawan Benjamin (Saxophone, Flöte, Bansuri), Jennifer Vincent (Cello, Kontrabass), Rohan Khrisnamurthy (Mridangam, Ghatam, Khanjira) und Jake Goldblas (Schlagzeug).

## Titelliste
- Rez Abbasi: A Throw of Dice (Whirlwind Recordings)[2]

1. Mystery Rising
2. Hopeful Impressions
3. Love Prevails
4. Facing Truth
5. Amulet and Dagger
6. Blissful Moments
7. Seven Days Until News
8. Duplicity
9. Jugglers
10. Snake Bite
11. Moving Forward
12. Wedding Preparation
13. Morning of the Wedding
14. Gambling Debt
15. Boy Changes Fate
16. Falsehood
17. Changing Worlds
18. Chase for Liberation

Die Kompositionen stammen von Rez Abbasi.

## Rezeption
Mike Joyce schrieb in JazzTimes, um dem Film gerecht zu werden, so habe Abbasi wohl vermutet, müsste ein kammerjazzartiges Ensemble mit geeigneten musikalischen und kulturellen Sensibilitäten zusammengestellt werden, das dieser Aufgabe gewachsen sei. Es stellte sich heraus, dass er sich darüber keine Sorgen zu machen brauchte, wie diese Panorama-artige Sammlung mit 19 kurzen Stücken beweise. Obwohl der Soundtrack darauf ausgelegt sei, zukünftige Live-Vorführungen des Films zu verbessern, stehe er von Anfang an für sich, indem er sich auf Raga-Einflüsse, durchkomponierte Passagen und hinreißende Texturen und Percussion stütze, auch wenn er auch traditionelle und zeitgenössische Elemente des Jazz-Idioms und -Zusammenspiels einbeziehe.

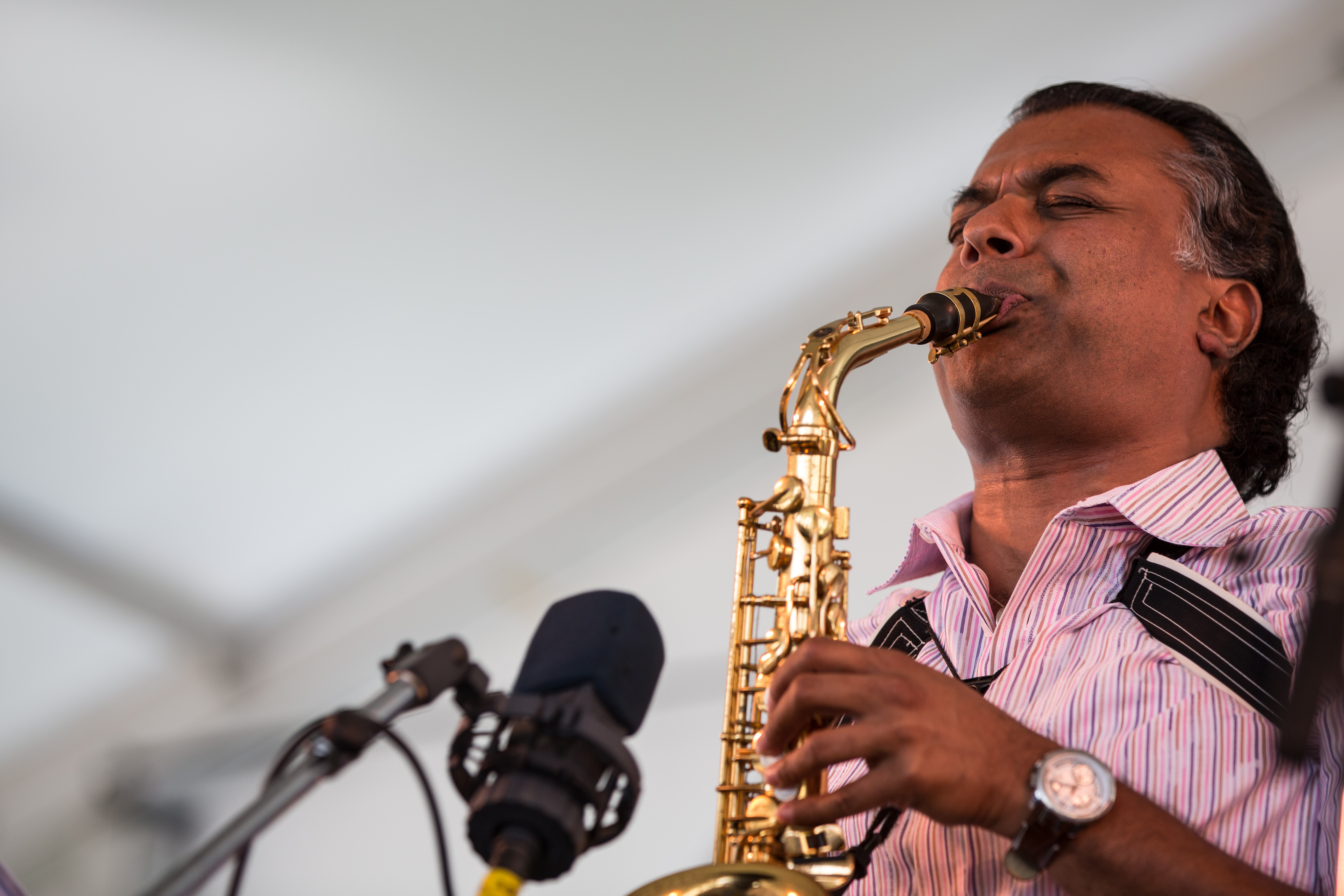
Rudresh Mahanthappa (2014)

Nach Ansicht von Dan McClenaghan, der das Album in All About Jazz rezensierte, sei Abbasis Aufnahme ein Kammerjazz-artiges Werk mit indischem Einschlag. Als Referenz für Abbasis Ansatz – Gegenwart und Vergangenheit – könnten der Pianist Vijay Iyer und der Saxophonist Rudresh Mahanthappa erwähnt werden, für ihre Hinwendung zum amerikanischen Jazz, der durch die Einflüsse karnatischer (indischer) Musik aufgewirbelt werde; Iyer und Mahanthappa, indisch-amerikanische Künstler der ersten Generation, schlossen sich dem in Pakistan geborenen Abbasi beim Album Unfiltered Universe des Gitarristen (Whirlwind Recordings, 2017) an.
An einigen Stellen in A Throw of Dice könnten die Gruppen des Schlagzeugers Chico Hamilton aus den späten 1950er- und frühen 60er-Jahren in Bezug auf eine ähnliche Herangehensweise identifiziert werden, was auf die kammermusikartige Qualität des Sounds und teilweise auf Abbasis Hinzufügung des Cellos und Flöte zu seinem Quintett zurückzuführen sei, so Dan McClenaghan. Hamilton hatte Fred Katz und Buddy Collette auf diesen Instrumenten; Abbasi hat Jennifer Vincent und Powan Benjamin auf den jeweiligen Stühlen sitzen. Abbasi habe sich von Ragas und indischen Rhythmen sowie von Jazz, westlicher klassischer Musik und Rockmusik inspirieren lassen. Seine geduldig angelegten „Surf Music Guitar“-Akkorde innerhalb eines rhythmisch indischen Grooves auf „Moving Forward“ seien besonders überzeugend, ebenso wie seine Arbeit mit der elektrischen Sitar-Gitarre. Benjamins jazziges Saxophon gleite in den Sound hinein und wieder heraus, und ein klagendes Cello schreit auf „Changing Worlds“.
Egal welchen Musikstil Rez Abbasi anpackt, er lasse ihn immer spannend, frisch und einzigartig klingen, schrieb Friedrich Kunzmann in All About Jazz. Der amerikanische Gitarrist und Komponist sei bekannt für seine individuelle Interpretation des Jazz, die ebenso tief in der westlichen Jazzdoktrin verwurzelt sei wie in den Traditionen seiner pakistanischen Herkunft. Für den Auftrag, den Film zu vertonen, habe Abbasi eine einzigartige akustisch spielende Besetzung zusammengestellt. Die Gruppe interagiere mit vielen akustischen Nuancen und liefere einen suitenartigen Strom von Kompositionen mit kammermusikalischer Qualität. Eine ständige Bewegung von Farben und Emotionen, die von der Musik in den Vordergrund getragen wird, wecke die Neugier, welche bestimmten Bilder oder Szenen bestimmte Themen oder Sequenzen eines dichten Zusammenspiels beeinflusst haben könnten. Dennoch mache die Musik als Ganzes Sinn und könne für sich alleine stehen.